# Barend van der Meer
Barend van der Meer (ook Vermeer, Haarlem, ged. 20 maart 1659 - aldaar, ca.1700) was een Nederlands kunstschilder uit de periode van de Gouden Eeuw. Hij vervaardigde voornamelijk vruchten- en vanitasstillevens. 
Van der Meer was een zoon van Jan Vermeer van Haarlem (I), die waarschijnlijk ook zijn leermeester was. Hij was een broer van Jan Vermeer van Haarlem (II).
In 1681 werd hij lid van het Haarlemse Sint-Lucasgilde. In 1683 trouwde hij en verhuisde naar Amsterdam, waar hij vermoedelijk werkzaam was tot omstreeks 1690.
In zijn stijl was hij een navolger van Willem Kalf en op zijn beurt beïnvloedde hij Juriaan van Streek. 